# Joseph Versailles
Joseph Versailles (né le 28 mars 1881 à Montréal et mort le 8 juillet 1931 à Montréal-Est) est un entrepreneur québécois, fondateur et ancien maire de la municipalité de Montréal-Est.

## Biographie

### Origines et jeunesse
Joseph Versailles est le descendant de 7e génération de Antoine Gabriel Martin, originaire de la paroisse de la Sarte-Macé du diocèse du Mans, arrivé en Nouvelle-France en 1722. Antoine Gabriel Martin était soldat du régiment de M. de Repentigny qui deviendra seigneur de Repentigny.  Le surnom « dit Versailles » lui vient de son « baptême » de régiment.  Il prit l'habitude de signer Martin dit Versailles et le surnom éclipsa éventuellement le nom d'origine.
Joseph Versailles IV naquit en 1881.  Il était le fils de Joseph Versailles III, couvreur de son état, et de Julie Monarque, mariées en 1880. La maison familiale était située rue Dézery dans le quartier Hochelaga de Montréal, dans la paroisse de la Nativité de la bienheureuse Vierge-Marie.  Selon la description qu'en fait l'abbé Ovila Fournier dans son livre consacré à Joseph Versailles, publié en 1974, « Hochelaga était alors un village de travailleurs manuels employés surtout au pied du courant Sainte-Marie, le gros obstacle à la navigation fluviale » qui empêchait les gros navires en provenance de Québec de remonter plus en amont sur le fleuve Saint-Laurent.
Il fréquente l'école primaire Saint-Joseph, également située rue Dézery.  Ses parents l'inscrivent en 1892 au collège de l'Assomption.  Toutefois, le décès de son père l'année suivante force son retour à Montréal. Sa mère l'inscrit en 1893 au collège Sainte-Marie, rue de Bleury à Montréal, tenu par les Jésuites. La famille manque de moyens et se trouve rapidement dans l'impossibilité de payer la poursuite des études. Les Jésuites acceptent de financer les études du jeune Joseph, qui est très doué. Joseph obtiendra à 19 ans son baccalauréat ès arts mais ne pourra fréquenter l'université, faute de moyens. Il poursuivra tout de même des cours du soir en droit pendant deux ans.
Aîné d'une famille démunie, Joseph Versailles doit rapidement subvenir aux besoins de la famille. Il possède d’abord dès l’âge de 20 ans une quincaillerie dans la ville de Hochelaga (aujourd’hui fusionnée à Montréal) à l’intersection des rues Ontario et Aylwin.  

### Ascension comme homme d'affaires
Pour comprendre la suite de son parcours, il est utile d'explorer la société de son temps. En 1901, la population de Montréal est de 266 000 habitants et elle est appelée à connaître une augmentation très rapide.  Elle atteindra 625 000 personnes en 1925. Les Francophones y sont majoritaires, mais le pays dans son entier est dirigé par les Anglophones, minoritaires au Québec mais largement majoritaires au Canada.  Les uns et les autres entretiennent des réseaux distincts d'institutions sociales, scolaires et religieuses.
Comme beaucoup de jeunes de son temps, Joseph Versailles militera pour une reprise en main des leviers du pouvoir économique par les Francophones. Il sera actif dans les cercles d'études et regroupements autour desquels s'organise la vie sociale des Francophones et contribuera lui-même à en créer de nouvelles, comme nous le verrons.
C'est d'ailleurs lors de ces activités et plus spécifiquement des réunions tenues chez le banquier J. Alfred Prendergast que Joseph rencontre sa future épouse, Marie Prendergast, fille du banquier. Alfred Prendergast était le gérant général de la Banque d'Hochelaga, qui fusionnait en 1925 avec la Banque nationale, pour devenir la Banque canadienne nationale, qui redeviendra quelques décennies plus tard la Banque nationale que l'on connaît aujourd'hui. Lui-même d'ascendance irlandaise, Alfred Prendergast était sympathique à la cause des Canadiens français.
Joseph épouse Marie Prendergast en 1904.  Le couple aura onze enfants, dont cinq meurent l'année de leur naissance.
Il créa ensuite l’une des premières maisons de courtage au Québec dirigée par des Canadiens français (que l’on nomme aujourd’hui plus simplement les Québécois), la firme Versailles, Vidricaire et Boulais.

### Fondation de Montréal-Est
C’était un visionnaire et un homme de grande envergure.  En 1908, il vendit sa quincaillerie et acheta un grand nombre de terrains dans l’est de l’île de Montréal et présida la fondation de la ville de Montréal-Est, en 1910, dont il fut le maire jusqu’à sa mort en 1931.  
Le texte suivant, tiré d’une brochure publicitaire de l’époque, témoigne de son dynamisme : 

« Monsieur Joseph Versailles ne se présente pas devant le public avec de nombreuses années d’expérience dans les immeubles, mais son début fut un véritable coup de maître car, en moins d’une année, fonder la puissante compagnie immobilière de Montréal-Est, acquérir d’immenses terres en culture, les subdiviser, tracer des rues, construire des trottoirs, créer une ville et obtenir du gouvernement une charte conférant à Montréal-Est le droit de cité et des droits et privilèges égaux à ceux de Maisonneuve et Westmount, n’est-ce pas un véritable tour de force?
De plus, pour favoriser le développement de l’est de Montréal, en général et de Montréal-Est en particulier, monsieur Joseph Versailles a obtenu du gouvernement une charte lui permettant de construire cet immense boulevard de 600 pieds de largeur et de 12 milles de longueur, qui sous peu, reliera l’extrémité de l’île de Montréal à la Métropole en traversant Montréal-Est. »

Toutefois, Joseph Versailles compris bientôt que la situation géographique de Montréal lui conférait un avantage comparable à celui de New York.  Montréal, en effet, a été jusqu’en 1959 le port de mer accessible par les navires transocéaniques situé le plus au cœur du continent nord-américain.  Les navires ne peuvent remonter plus loin à cause des rapides de Lachine.  Ainsi, c’est à Montréal que les navires transocéaniques doivent transborder leurs marchandises sur de plus petits navires, ou sur des wagons de train, et que l’ensemble des marchandises arrivant de l’ouest du pays sont chargées sur les navires qui repartent vers l’Europe et les autres continents.
Joseph Versailles comprend alors que le port de Montréal, qui était alors situé beaucoup plus à l'ouest, s'étendrait inévitablement jusqu'à Montréal-Est et que la nouvelle ville constituait un site idéal pour les grandes entreprises industrielles qui connaissaient alors une importante phase de croissance.
À partir de la Première Guerre mondiale surtout, il décide de réaligner la vocation de Montréal-Est. Il entreprend une tournée des grandes entreprises industrielles de l’époque afin de les convaincre de s’établir à Montréal-Est. Ce sont finalement les entreprises pétrochimiques qui s’y établiront en grand nombre.  De par le nombre et l’importance des raffineries qu’on y trouvait, Montréal fut l’un des principaux centres pétrochimiques du Canada pendant plus d’un demi-siècle.

### Carrière et implications
En parallèle, Joseph Versailles consacra beaucoup d’énergie à assurer la prospérité de sa firme de courtage à Montréal, Québec, Ottawa et Boston. En 1912, il fit construire l’édifice Versailles, au 60, rue Saint-Jacques, au cœur du quartier financier de Montréal à l’époque, qui abrita entre autres le Montreal Real Estate Exchange.  Il fut toujours un grand défenseur de la place des Francophones dans les milieux des affaires et de la finance.
Joseph Versailles fut aussi très impliqué dans sa communauté.  Il a notamment été en 1903 le président-fondateur de l’Association catholique de la jeunesse canadienne-française (ACJC).  Il fut aussi membre, entre autres, du Montreal Press Club, du St. Lawrence Hunt Club, du Club champêtre Canadien, et du Dorval Jockey Club, dont il fut le directeur.

## Hommages
En novembre 2011, la rue Lakefield est renommée « boulevard Joseph-Versailles » lors de l'ouverture de son prolongement entre les rues Hochelaga et Sherbrooke.